# Martin Rees
Martin John Rees (* 23. června 1942, York, Spojené království) je britský kosmolog a astrofyzik. V letech 2005–2010 byl prezidentem Královské společnosti. Je členem Sněmovny lordů, v roce 2005 mu byl udělen titul Baron Rees of Ludlow. Za svou práci získal řadu vědeckých ocenění.

## Ocenění
- Cena Dannieho Heinemana za astrofyziku (1984)
- Zlatá medaile Královské astronomické společnosti (1987)
- Světové ocenění Alberta Einsteina za vědu (2003)
- Crafoordova cena (2005)
- Řád Za zásluhy (2007)
- Templetonova cena (2011)

## Dílo
- Cosmic Coincidences: Dark Matter, Mankind, and Anthropic Cosmology (spoluautor John Gribbin), 1989
- New Perspectives in Astrophysical Cosmology, 1995
- Gravity's Fatal Attraction: Black Holes in the Universe, 1995, 2009
- Before the Beginning - Our Universe and Others, 1997
- Just Six Numbers: The Deep Forces That Shape the Universe, 1999
- Our Cosmic Habitat, 2001
- Our Final Hour: A Scientist's Warning: How Terror, Error, and Environmental Disaster Threaten Humankind's Future In This Century—On Earth and Beyond, 2003
- What We Still Don't Know
- From Here to Infinity: Scientific Horizons, 2011